# Aghitu
Aghitu (en arménien Աղիտու ; anciennement Aghudi) est une communauté rurale du marz de Syunik en Arménie. En 2011, elle compte 376 habitants.

## Géographie

### Situation
Aghitu est située à 7 km de Sisian et à 111 km de Kapan, la capitale régionale.

### Topographie
L'altitude moyenne d'Aghitu est de 1 650 m.

### Hydrographie
Aghitu est située sur la rive gauche du Vorotan.

### Territoire
La communauté couvre 5 934 hectares, dont :
- 5 705 ha de terrains agricoles ;
- 3 ha de terrains industriels ;
- 21 ha alloués aux infrastructures énergétiques, de transport, de communication, etc. ;
- 8 ha d'aires protégées ;
- 28 ha d'eau[4].

## Politique
Le maire (ou plus correctement le chef de la communauté) d'Aghitu est depuis 2012 Avetis Avetisyan.
| Début | Fin      | Nom                 | Parti                       |
| ----- | -------- | ------------------- | --------------------------- |
| 2005  | 2008     | Hrachik Hayrapetyan |                             |
| 2008  | 2012     | Hrachik Hayrapetyan |                             |
| 2012  | En cours | Avetis Avetisyan    | Parti républicain d'Arménie |

## Économie
L'économie de la communauté repose principalement sur l'agriculture.

## Démographie
| 2001 | 2008 | 2011 |
| ---- | ---- | ---- |
| 209  | 274  | 376  |

## Culture
- Musée historique de Sisian